# Milà-Sanremo 1997
La Milà-Sanremo 1997 fou la 88a edició de la Milà-Sanremo. La cursa es disputà el 22 de març de 1997 i va ser guanyada per l'alemany Erik Zabel, que s'imposà a l'esprint en la meta de Sanremo. Aquesta fou la primera de les seves quatre victòries a la cursa italiana.
196 ciclistes hi van prendre part, acabant la cursa 165 d'ells.

## Classificació final
|    | Ciclista             | Equip                 | Temps      |
| -- | -------------------- | --------------------- | ---------- |
| 1  | Erik Zabel           | Team Deutsche Telekom | 6h 57' 47" |
| 2  | Alberto Elli         | Casino                | m. t.      |
| 3  | Biagio Conte         | Scrigno-Gaerne        | m. t.      |
| 4  | Francesco Casagrande | Saeco-Estro           | m. t.      |
| 5  | Michele Bartoli      | Mg Technogym          | m. t.      |
| 6  | Mirko Celestino      | Polti                 | m. t.      |
| 7  | Serhí Uixakov        | Polti                 | m. t.      |
| 8  | Rolf Sørensen        | Rabobank ProTeam      | m. t.      |
| 9  | Andrea Ferrigato     | Roslotto-ZG Mobili    | m. t.      |
| 10 | Andrea Noè           | Asics-C.G.A.          | m. t.      |